# Regiunea Moravia-Silezia
Regiunea Moravia-Silezia (în cehă Moravskoslezský kraj) este o regiune (kraj) în partea nord-estică a Republicii Cehe. Această regiune, care cuprinde șase districte, se învecinează cu Regiunea Olomouc (la vest) și Regiunea Zlín (la sud). Se învecinează de asemnea cu două țări, Polonia, la nord și Slovacia la est.

## Împărțire administrativă
| Impărțirea administrativă | Impărțirea administrativă | Impărțirea administrativă | Impărțirea administrativă | Impărțirea administrativă |
| ------------------------- | ------------------------- | ------------------------- | ------------------------- | ------------------------- |
| District (Okres)          | Suprafața în km²          | Locuitori                 | Vârsta medie              | Comune                    |
| Districtul Bruntál        | 1.658                     | 104.480                   | 37,5                      | 71                        |
| Districtul Frýdek-Místek  | 1.273                     | 226.592                   | 38,6                      | 77                        |
| Districtul Karviná        | 347                       | 277.244                   | 38,4                      | 16                        |
| Districtul Nový Jičín     | 918                       | 159.473                   | 37,8                      | 57                        |
| Districtul Opava          | 1.144                     | 180.769                   | 38,5                      | 80                        |
| Districtul Ostrava-Oraș   | 214                       | 314.102                   | 39,0                      | 1                         |